# 中国人民武装警察部队工程大学
中国人民武装警察部队工程大学，简称武警工程大学、西安武警工程大学，位于陕西省西安市未央区双拥路1号，地处阿房宫遗址上，隶属武警总部，是武警部队唯一的综合性大学，主要担负武警部队指挥类、工程技术类干部的学历教育和任职培训任务。

## 沿革
- 1983年，经国务院、中央军委批准，成立中国人民武装警察部队技术学院[1]。
- 1985年，武警部队学院消防专业并入武警技术学院。
- 1990年，武警部队学院内卫系、政治系并入武警技术学院。
- 1990年，武警技术学院消防管理系、消防工程系分出，并入武警部队学院。
- 1998年9月1日，更名中国人民武装警察部队工程学院，11月12日揭牌[1][2]。
- 2011年7月，更名中国人民武装警察部队工程大学[1]。2011年8月8日，武警西安指挥学院并入工程学院交接大会举行[3]。2011年9月1日在西安举行中国人民武装警察部队工程大学揭牌仪式暨开学典礼[4]。武警工程大学是直属武警总部的普通高等院校，正军级，主要承担武警部队初级指挥生长干部学历教育“合训”，通信、机要专业技术生长干部学历教育、现职干部培训（轮训）和军事装备学、军队指挥学等博士、硕士研究生教育任务[5]。
  - 中国人民武装警察部队西安指挥学院：1984年11月19日武警陕西总队教导大队正式改建中国人民武装警察部队西安指挥学校。2000年9月，升格中国人民武装警察部队西安指挥学院[6][7][8][9][10]。2011年8月8日，并入参与组建的武警工程大学。
- 2017年，在深化国防和军队改革中，将中国人民武装警察部队工程大学、中国人民武装警察部队乌鲁木齐指挥学院整合，调整组建新的中国人民武装警察部队工程大学[1][11][12]。

## 历任领导
| 校长 - 黄玉发（1983年1月—1986年10月，武警技术学院副院长主持工作） - 林英家 武警少将（1986年10月—1991年12月，武警技术学院院长） - 丁士镛 武警少将（1991年12月—1996年3月，武警技术学院院长） - 尹成富 武警少将（1996年3月—1998年8月，武警技术学院院长；1998年8月—1999年4月，武警工程学院院长） - 侯小保 武警少将（1999年4月—2002年1月，武警工程学院院长） - 何虎 武警少将（2002年1月—2005年12月，武警工程学院院长） - 杨正武 武警少将（2005年12月—2009年12月，武警工程学院院长） - 龙汉荣 武警少将（2009年12月—2011年9月，武警工程学院院长；2011年9月—2014年7月，武警工程大学校长） - 沈涛 武警少将（2014年7月—2015年9月） - 张锁明 武警少将（2015年9月—2017年7月） - 李勇刚 武警少将（2017年7月—） | 政治委员 - 俄广德（1984年4月—1986年10月，武警技术学院副政治委员主持工作） - 刘子威 武警少将（1987年9月—1991年12月，武警技术学院副政治委员主持工作） - 张国光 武警少将（1991年12月—1992年3月，武警技术学院副政治委员主持工作；1992年3月—1994年8月，武警技术学院代理政治委员） - ？（1994年8月—1996年7月，武警技术学院政治委员） - 王培生 武警少将（1996年7月—1998年9月，武警技术学院政治委员；1998年9月—2003年11月，武警工程学院政治委员） - 张德顺 武警少将（2003年11月—2007年2月，武警工程学院政治委员） - 张剑萍 武警少将（2007年2月—2011年9月，武警工程学院政治委员；2011年9月—2012年4月，武警工程大学政治委员） - 秦友来 武警少将（2012年4月—2015年9月） - 李吟 武警少将（2015年9月—2017年7月） - 沈德富 武警少将（2017年7月—） |

## 专业设置
截至2017年，武警工程大学有1个博士后科研工作站、1个装备与信息技术研究所、1个期刊编辑部，2个一级学科博士点、6个一级学科硕士点、22个指挥类和技术类专业。2017年招生的本科专业有：
- 武警执勤分队指挥（合）[1]
- 通信工程[1]
- 信息安全[1]
- 军事大数据工程[1]
- 管理科学与工程[1]
- 机械工程[1]